# 耶姆古姆
耶姆古姆是德国下萨克森州的一个市镇。总面积78.48平方公里，总人口3598人，其中男性1832人，女性1766人（2011年12月31日），人口密度46人/平方公里。